# Stamp!
《Stamp!》，是日本搖滾樂團史坎朵的單曲，推出日期為2015年7月22日。該單曲同時被收錄於《YELLOW》專輯。

## 收錄曲
1. Stamp! 
作曲、填詞：MAMI　編曲：玉井健二、飛內將大
2. Flashback No.5
3. Stamp!（演奏曲）

### 初回限定版A
CD+DVD
1. 瞬間センチメンタル
2. Scandal baby
3. お願いナビゲーション
4. 下弦の月

### 初回限定版B
CD+DVD
1. Graduation
2. 本を読む
3. 缶ビール
4. おやすみ（注：4位成員的solo歌）